# Maria Concepción od św. Ignacego Odriozola Zabalia
Maria Concepción Odriozola Zabalia de San Ignacio (ur. 8 lutego 1882 w Azpeitii, zm. 24 listopada 1936 w Paternie) – hiszpańska karmelitanka miłosierdzia, męczennica i błogosławiona Kościoła katolickiego.

## Życiorys
Maria Concepción Odriozola Zabalia urodziła się 8 lutego 1882 roku. 8 lutego 1904 roku wstąpiła do nowicjatu w Victorii i pracowała jako pielęgniarka w dwóch domach Miłosierdzia w Alcoy i Walencji. Została zamordowana w czasie wojny domowej w Hiszpanii. Beatyfikowana 11 marca 2001 roku w grupie 233 męczenników przez papieża Jana Pawła II.